# Пентковский, Алексей Мстиславович
Алексе́й Мстисла́вович Пентко́вский (8 февраля 1960 года) — российский литургист, автор трудов по истории богослужения и церковного устава. Доктор восточных церковных наук, профессор. Профессор Московской духовной академии (2003).

## Биография
Сын математика М. В. Пентковского (1911—1968).
В 1983 году окончил Московский химико-технологический институт имени Д. И. Менделеева.
В 1991 году окончил Московскую духовную семинарию экстерном.
В 1991—1996 годах обучался в Папском восточном институте в Риме на факультете восточных наук, который окончил в 1996 году с присвоением учёной степени доктора восточных церковных наук.
Преподаватель МДАиС с 1989 года. Доцент МДА с 2001 года. Профессор МДА с 2003 года. Преподает — магистратура: История византийского богослужения. Пентковский — автор нескольких монографий и около 40 научных статей.
С осени 2004 по июнь 2009 года — директор Музея-заповедника «Абрамцево».

## Труды
Монографии
- Древнерусская версия Типикона патриарха Алексея Студита: ГИМ, Син. 330 (Из истории литургической традиции Русской Церкви в XI—XIV вв.) / Exerpta ex Dissertazione ad Doctoratum. Roma: Pontificio Istituto Orientale, 1996.
- Racconti di un pellegrino russo / A cura di A. Pentkovsky. Roma: Citta Nuova Editrice, 1997.
- The Pilgrim’s Tale / Edited and with introduction by A. Pentkovsky. Translated by T. Allan Smith. Preface by Jaroslav Pelikan. N.Y.: Paulist Press, 1999.
- Типикон патриарха Алексия Студита в Византии и на Руси: к изучению дисциплины. — М. : Издательство Московской патриархии, 2001. — 429 с.

Статьи в научных изданиях
- Сведения о бытовании Книги царственной («Лицевого свода») в XVII веке // Исследования по источниковедению истории СССР дооктябрьского периода / Институт истории СССР АН СССР. — М., 1983. — С. 61-95. (в соавторстве с А. П. Богдановым)
- Новые источники по истории золотых и серебряных дел мастерства // Исследования по источниковедению истории СССР дооктябрьского периода / Институт истории СССР АН СССР. — М., 1984. — С. 112—130.
- Судьба Лицевого свода Ивана Грозного // Русская речь. М., 1984. — № 5 (сентябрь-октябрь). — С. 92-100. (в соавторстве с А. П. Богдановым)
- Житие Николы в Лицевом летописном своде // Исследования по источниковедению истории СССР дооктябрьского периода / Институт истории СССР АН СССР. — М., 1985. — С. 92-107. (в соавторстве с А. П. Богдановым)
- «Металлургия» М. В. Ломоносова и сочинения по технике горного дела и металлургии в России в первой половине XVIII в. // Памятники науки и техники 1985. — М., 1986. — С. 92-109.
- Количественные показатели в филиграноведении // Математика в изучении средневековых повествовательных источников. — М., 1986. — С. 130—147. (в соавторстве с А. П. Богдановым)
- Календарные понятия в Изборнике Святослава 1073 года и их наименования // Древнерусский литературный язык в его отношении к старославянскому. — М., 1987. — С. 73-77.
- [Церковные уставы Древней Руси и некоторые проблемы изучения памятников письменности традиционного содержания] / Круглый стол: 1000-летие христианизации Руси // Советское славяноведение, 1988. — № 6. — С. 39-43.
- Календарная традиция Древней Руси // Символ. Paris, декабрь 1989. — № 22. — С. 163—176.
- Архимандрит Серапион Машкин и студент Павел Флоренский (новые материалы) // Символ. — Paris, декабрь 1990. — № 24. — С. 205—228.
- Календарные таблицы в русских рукописях XIV—XVI веков // Методические рекомендации по описанию славяно-русских рукописных книг. — М., 1990. Вып. 3. Ч. 1. — С. 136—197.
- Лекционарные таблицы русских библейских кодексов // Осторожская Библия. — М., 1990. — С. 74-80.
- От «Искателя непрестанной молитвы» до «Откровенных рассказов странника» (К вопросу об истории текста) // Символ. — Paris, июнь 1992. — № 27. — С. 137—166.
- Из истории литургических преобразований в Русской Церкви в третьей четверти XIV столетия (литургические труды святителя Алексея, митрополита Киевского и всея Руси) // Символ. — Paris, июнь 1993. — № 29. — С. 217—238.
- Pentkovsky A. Le cérémonial du mariage dans l’Euchologe byzantin du XI—XII siècle // Le Mariage / Conférences Saint-Serge, LX-e semaine d'études liturgiques. (Paris, 29 juin — 2 juillet 1993). — Roma, 1994. (Bibliotheca «Ephemerides Liturgicae». Subsidia; 77). — P. 259—287.
- Кто же составил Оптинскую редакцию Рассказов странника? // Символ. — Paris, декабрь 1994. — № 32. — С. 259—278.
- Лекционарии и четвероевангелия в византийской и славянской литургических традициях // Евангелие от Иоанна в славянской традиции. — СПб., 1998. (Novum testamentum palaeoslovenice; 1). — С. 3-54.
- Студийско-Алексеевский Устав в богослужебной традиции Древней Руси // Рукописные собрания церковного происхождения в библиотеках и музеях России / Сборник докладов конференции (Москва, 17-21 ноября 1998 г.). — М., 1999. — С. 112—120.
- Историко-литургический анализ повествования игумена Даниила «О свете небеснемъ како сходитъ ко Гробу Господню» // Богословские труды. — М., 1999. — Т. 35. — С. 145—161.
- Об особенностях некоторых подходов к реформированию богослужения // Православное богословие на пороге третьего тысячелетия — Материалы богословской конференции (Москва, 7-9 февраля 2000 г.). — М., 2000. — С. 331—332.
- Ривифъ и сланоутъкъ в памятниках славянской письменности XI—XIV вв. // Лингвистическое источниковедение и история русского языка. <2000>. — М., 2000. — С. 59-70.
- Литургические реформы в истории Русской Церкви и их характерные особенности // Журнал Московской Патриархии. — М., 2001. — № 2. — С. 72-80.
- Константинопольский и иерусалимский богослужебные уставы // Журнал Московской Патриархии. — М., 2001. — № 4. — С. 70-78.
- Студийский устав и уставы студийской традиции // Журнал Московской Патриархии. 2001. — № 5. — С. 69-80.
- Литургическая терминология в византийско-славянской контактной зоне // Становление славянского мира и Византия в эпоху раннего средневековья / «Славяне и их соседи». XX конференция памяти В. Д. Королюка: сборник тезисов. — М., 2001. — С. 87-90.
- Праздничные и воскресные блаженны в византийском и славянском богослужении VIII—XIII веков // Palaeobulgarica — Старобългаристика. — София, 2001. — № XXV: 3. — С. 31-60. (в соавторстве с М. Йовчевой)
- Byzantine Liturgical Typika from Southern Italy (X—XIV sec.) // Twenty-Seventh Annual Byzantine Studies Conference — Abstracts of Papers / University of Notre Dame. Notre Dame (IN), 2001. P. 16.
- Чинопоследования хиротоний в византийских евхологиях VIII—XII веков // Византийский временник. — М., 2002. — Вып. 61 (86). — С. 118—132.
- Антиохийская литургическая традиция в IV—V столетиях // Журнал Московской Патриархии. 2002. — № 7. — С. 73-87.
- Покаянная дисциплина христианской Церкви в конце I тысячелетия // Журнал Московской Патриархии. 2002. — № 10. — С. 63-70.
- Устав, Уставник, Типикон // Аванесовские чтения (Международная научная конференция, 14-15 февраля 2002 г.): Тезисы докладов. — М., 2002. — С. 218—219.
- Иерусалимский устав в Константинополе в Палеологовский период // Журнал Московской Патриархии. Москва, 2003. — № 5. — С. 77-96.
- Синайский апостол (Sin. Slav. 39): история текста и история рукописи // Лингвистическое источниковедение и история русского языка. 2002. — М., 2003. — С. 131—191. (в соавторстве с Т. В. Пентковской)
- Ктиторские типиконы и богослужебные синаксари Евергетидской группы // Богословские труды. — М., 2003. — Вып. 38. — С. 321—355.
- Евергетидский монастырь и императорские монастыри в Константинополе в конце XI-начале XII веков // Византийский временник. — М., 2004. — Вып. 63 (87). C. 76-88.
- «Иерусалимский устав» и его славянские переводы в XIV столетии // Преводите през XIV столетие на Балканите / Доклади от международна конференция (София, 26-28 юни 2003). — София, 2004. — С. 153—171.
- Богослужебный синаксарь константинопольского монастыря Христа Человеколюбца (Istanbul, Patriarchate Library, Panagia Kamariotissa, Cod. 29): Сентябрь, 1-14 // Богословский вестник. — Сергиев Посад, 2004. — Вып. 4. — С. 177—208.
- Отзыв на канд. дисс. В. А. Тупикова на тему: «Православные монастыри греческого Востока XI—XII вв. (по данным монастырских типиков)» // Богословский вестник. — Серг. П., 2006. — № 5/6. — С. 718—721.
- Отзыв на канд. дисс. иером. Иоакима (Манукяна) на тему: «История богослужения Армянской Апостольской Церкви (V—XIV вв.) и его особенности в свете Православного Предания» // Богословский вестник. — Серг. П., 2006. — № 5/6. — С. 730—733.
- Славянское богослужение и славянская гимнография византийского обряда в X веке // Liturgische Hymnen nach byzantinischem Ritus bei den Slaven in ältester Zeit. Beitrage einer internationalen Tagung Bonn, 7.-10. Juni 2005 / Herausgegeben von H. Rothe und D. Christians. — Paderborn. 2007. — S. 16-26.
- Византийский храм и его символическая интерпретация в I тысячелетии // Журнал Московской Патриархии. 2008. — № 12. — C. 58-63.
- «Иерусалимизация» литургического пространства в византийской традиции // Новые Иерусалимы. Иеротопия и иконография сакральных пространств / Ред.-сост. А. М. Лидов. — М., 2009. — С. 58-77.
- Чинопоследования хиротоний в византийских Евхологиях VIII—XII веков // Православное учение о церковных таинствах: Материалы V Международной богословской конференции РПЦ (Москва, 13-16 ноября 2007 г.) / Свящ. М. Желтов, ред. — М., 2009. — Т. 2. — С. 353—364.
- Покаянная практика христианской Церкви во второй половине первого тысячелетия по Р. Х. // Православное учение о церковных таинствах: Материалы V Международной богословской конференции РПЦ (Москва, 13-16 ноября 2007 г.) / Свящ. М. Желтов, ред. — М., 2009. Т. 3. — С. 203—215.
- Кто написал «Откровенные рассказы странника» // Журнал Московской Патриархии. 2010. — № 1. — C. 54-59.
- Разговоры в подмосковных: Абрамцево и Саввинское // «Русская беседа»: история славянофильского журнала. Исследования, материалы, постатейная роспись / Под ред. Б. Ф. Егорова, А. М. Пентковского, О. Л. Фетисенко. — СПб., 2011. — С. 204—235.
- К истории славянского богослужения византийского обряда в начальный период (кон. IX — нач. X в.): два древних славянских канона архангелу Михаилу // Богословские труды. 2012. — № 43-44. — С. 401—442
- К истории славянского богослужения византийского обряда в начальный период (кон. IX — нач. X в.): Addenda et corrigenda // Богословские труды. 2015. — № 46. — С. 117—146
- Славянское богослужение и церковные организации в Сербских землях в X—XII веках : научное издание // Стефан Немања — преподобни Симеон Мироточиви. Зборник Радова. — Београд, 2016. — С. 35-61
- История текста и автор «Откровенных рассказов странника» // Богословские труды : альманах. — М.: Изд-во Московской Патриархии, 2018. — Вып. 47—48. — С. 343—448. — ISSN 0320-0213.

Статьи в энциклопедиях
- Византийское богослужение // Православная энциклопедия. — М., 2004. — Т. VIII : Вероучение — Владимиро-Волынская епархия. — С. 380–388. — 752 с. — 39 000 экз. — ISBN 5-89572-014-5.
- Гимнография // Православная энциклопедия. — М., 2006. — Т. XI : Георгий — Гомар. — С. 489-513. — 752 с. — 39 000 экз. — ISBN 5-89572-017-X. (часть статьи)
- Иерусалимский устав // Православная энциклопедия. — М., 2009. — Т. XXI : Иверская икона Божией матери — Икиматарий. — С. 504-506. — 752 с. — 39 000 экз. — ISBN 978-5-89572-038-7.
- Ипотипосис // Православная энциклопедия. — М., 2011. — Т. XXVI : Иосиф I Галисиот — Исаак Сирин. — С. 193. — 752 с. — 39 000 экз. — ISBN 978-5-89572-048-6.
- Лекционарий // Православная энциклопедия. — М., 2015. — Т. XL : Лангтон — Ливан. — С. 381-382. — 752 с. — 33 000 экз. — ISBN 978-5-89572-033-2.
- Лекционарная система // Православная энциклопедия. — М., 2015. — Т. XL : Лангтон — Ливан. — С. 382-384. — 752 с. — 33 000 экз. — ISBN 978-5-89572-033-2. (часть статьи)
- Лекционарный аппарат // Православная энциклопедия. — М., 2015. — Т. XL : Лангтон — Ливан. — С. 384-387. — 752 с. — 33 000 экз. — ISBN 978-5-89572-033-2. (часть статьи)

Публикации источников
- Пентковский А. М. (подготовка текста и публикация) Рассказ странника, искателя молитвы // Символ. Paris, июнь 1992. № 27. С. 7-135.
- Пентковский А. М. (вступительная статья, публикация текста и комментарии) Письма Г. Флоровского С. Булгакову и С. Тышкевичу // Символ. Paris, июнь 1993. № 29. С. 199—216.
- Пентковский А. М. (вступительная статья, публикация текста и комментарии) Архимандрит Леонид Кавелин. Последние православные русские пустынножители // Символ. Paris, декабрь 1993. № 30. С. 255—309.
- Пентковский А. М. (подготовка текста и публикация) Память о молитвенной жизни старца Василиска, монаха и пустынника Сибирских лесов // Символ. Paris, декабрь 1994. № 32. С. 279—340.
- Алексеев А. А., Бабицкая М. Б., Пентковский А. М., Пичхадзе А. А. и др. Евангелие от Иоанна в славянской традиции. СПб., 1998. (Novum testamentum palaeoslovenice; 1).
- Пентковский А. М. Первое жизнеописание и наставления преподобного Серафима Саровского // Преподобный Серафим Саровский. Жизнь и подвиг (XVIII—XXI вв.). М., 2004. С. 9-43.
- Пентковский А. М. Типикон патриарха Алексия Студита в Византии и на Руси. М.: Издательство Московской Патриархии, 2001. .